# Lucille Weber
Lucille Weber (* 24. November 1977 in Berlin als Lucille Opitz) ist eine ehemalige deutsche Eisschnellläuferin.
Sie startete bei den Olympischen Winterspielen 2006 in Turin in den Vorläufen des Team-Verfolgungslauf für Deutschland und gewann damit, obwohl das Finale dann von Daniela Anschütz-Thoms, Anni Friesinger und Claudia Pechstein bestritten wurde und sie nicht zum Einsatz kam, die Goldmedaille in der Teamverfolgung. Die fünfte deutsche Medaillengewinnerin ist Sabine Völker, die ebenfalls nur in den Vorläufen eingesetzt wurde.
Dafür erhielt die damalige Lucille Opitz am 26. April 2006 das Silberne Lorbeerblatt.
Im März 2009 heiratete Lucille Opitz ihren Freund Gerd Weber.